# Източна порта на Филипопол
Източната порта на Филипопол е сред 3-те открити входно-изходни порти на Античен Пловдив.
През нея се е осъществявала основната връзка между Филипопол и Византион. Предполага се, че е изградена през II век по времето на император Адриан и е основно реконструирана през IV век. Комплексът около портата е открит и разкопан през 1970-те години. Руините ѝ лежат в североизточното подножие на пловдивското Трихълмие.

## Местоположение
Източната порта на Филипопол е разположена в североизточното подножие на Трихълмието, в непосредствена близост до архитектурния резерват Старинен Пловдив. Останките от античния паметник се намират до площад „Ал. Малинов“ и кръстовището на улиците „Цар Иван Шишман“ и „Митрополит Панарет“.

## Портата
Източната порта на античния Пловдив е имала един централен вход-отвор и два странични входа с по-малки размери. От двете ѝ страни са били построени отбранителни кули, които да я при пазят при евентуални атаки. Към портата водела най-широката градска улица, част от която е открита при разкриването на руините на портата. Тя била покрита с големи сиенитни блокове и е единствената в града с тротоари, чиято широчина била 2,60 м, което я отличавало от другите пътища с обичайните каменни бордюри. Ширината на улицата надхвърляла 13 м, а от двете ѝ страни е имало богато декорирани колонади. При разкриването на обекта се забелязват издълбани коловози в настилката на улицата, което дава основание да се смята, че трафикът през портата с каруци и колесници е бил оживен. Предполага се, че от двете ѝ страни са съществували сгради с изящни портици в коринтски стил, които заедно с портата, са били част от цялостен комплекс. Постройките най-вероятно са изпълнявали функцията на казарми или военна болница.

## История
Източната порта на Филипопол е изградена през II век. Първоначално тя е построена като мраморна триумфална арка на главния път към Бизантиум, в чест на посещението на император Адриан. При първото фортифицирането на равнинната част на Филипопол през 172 г., в резултат на опасността от атака на маркоманите, тя остава извън рамките на заграждения. През IV век обаче започва изграждането на нова крепостна стена, от камъни и тухли, а триумфалната арка била вградена в нея. По този начин тя се превръща в новата Източната порта на Филипопол, както е известна и днес. Старият ѝ дизайн с един основен и два допълнителни входа е запазен, но от двете ѝ страни са построени бойни кули, които да я пазят при атаки. Постепенно тя се превърнала в най-важната входно-изходна точка на древния град, а значението ѝ нараства допълнително след 330 г., когато император Константин I прави Бизантиум столица и го прекръства на Константинопол.

## Реставрация
През 2009 г. е създаден и осъществен „Проект за подреждане на каталогизираните архитектурни фрагменти и детайли върху дървени скари“ на Източната порта на Филипопол. В сборника „Изследвания в чест на Стефан Бояджиев“, 2011, БАН-НАИМ са публикувани резултатите от изследванията на архитектурните останки и хипотетичната графична реконструкция на портика на античната улица на Източната порта.
През 2017 г. Община Пловдив възлага продължаване на археологическото проучване и идеен проект за анастилоза, консервация, реставрация и експониране. Сформира се полидисциплинарен екип (археолог/архитект/реставратори), който споделя обща методическа реставрационна платформа – на т.нар. „принцип на минималната намеса“ – анастилоза и стриктна консервация. 
Предстои изготвяне и реализация на технически и работен проект за анастилоза, консервация, реставрация и експониране на археологическия комплекс. 

## Галерия
- Изглед към останките от портата
- Мраморен фундамент
- Останки от крепостните стени и отбранителните кули
- Част от аркадата
- Коринтски капител от конолна на Източната порта
- Детайли от архитрав
- Останки от бараките
- Улицата, водеща към Източната порта, и издълбаните коловози
- Колони в пълен размер